# Internationaux de Strasbourg 1994
Internationaux de Strasbourg 1994 — жіночий тенісний турнір, що проходив на відкритих кортах з ґрунтовим покриттям у Страсбургу (Франція). Належав до турнірів 3-ї категорії в рамках Туру WTA 1994. Турнір відбувся увосьме і тривав з 16 до 22 травня 1994 року. Третя сіяна Мері Джо Фернандес здобула титул в одиночному розряді й отримала 25 тис. доларів США.

## Фінальна частина

### Одиночний розряд
Мері Джо Фернандес —  Габріела Сабатіні 2–6, 6–4, 6–0
- Для Фернандес це був 1-й титул за рік і 4-й — за кар'єру.

### Парний розряд
Лорі Макніл /  Ренне Стаббс —  Патрісія Тарабіні /  Кароліна Віс 6–3, 3–6, 6–2